# Emil Pravdić
Emil Pravdić (11. lipnja 1939.), hrvatski športski djelatnik. 

## Životopis
Emil Pravdić rođen je 1939. godine u Belgiji, od oca Antuna i majke Ive Pravdić koji su rođeni u Tomislavgradu. 1947. godine roditelji su se kao povratnici vratili u domovinu i nastanili u gradu Osijeku. U Osijeku je završio osnovnu i srednju školu i 1960. godine odlazi u vojsku, a nakon povratka 1961. godine osniva obitelj, zapošljava se u «Elektroosijeku», (gdje je radio do 1967.) i upisuje izvanredni studij ekonomije. 1967. zapošljava se u trgovačkom poduzeću «Dilj», kasnije «Export-import» Osijek. Od 1975. godine zasniva radni odnos s firmom «Lesnina» iz Ljubljane, kao direktor poslovne jedinice Osijek. Od 1986. godine postavljen za direktora tržnica u Osijeku, gdje radi do početka  Domovinskog rata, a nakon toga u mješovitom poduzeću «Lesnina» d.o.o. Osijek, kao direktor, sve do umirovljenja 30. prosinca 2001. godine.

## Športsko djelovanje
Kao 17-godišnjak počeo je trenirati atletiku u AK «Slavonija» ali s uskoro odlazi na odsluženje vojnog roka. Nakon povratka iz JNA položio atletski sudački ispit i aktivno sudio na atletskim športskim priredbama. 1964. godine izabran u Izvršni odbor odbojkaškog kluba «Željezničar» Osijek, koji je u vrijeme njegovog mandata bio stalni član 1. savezne lige, a 1972. ostvario najbolji uspjeh u povijesti kluba – naslov viceprvaka Jugoslavije. Paraleleno s muškim oformljen je i ŽOK «Željezničar» Osijek. U odbojci je bio aktivan sve do 1980. godine, za svoj rad u odbojkaškom klubu više je puta pohvaljivan i nagrađivan. Od 1980. godine, kao iskusni športski radnik izabran je u IO NK «Osijek». U ovome klubu radio je u dva mandata, ukupno 8 godina, gdje je obnašao dužnost v.d. direktora kluba dvije godine, kao i predsjednika komisije za odnose klub-igrač. Za vrijeme obnašanja funkcije direktora kluba udareni su temelji nogometne škole NK «Osijek», koja je i dandanas prepoznatljiva u Hrvatskoj, pa i šire, i koja je proizvela mnoge vrhunske nogometaše, reprezentativce. Kao predsjednik kluba NK «Osijek» bio u komisijama Udruženja nogometnih prvoligaša Jugoslavije. Za svoj rad u Udruženju, kao i u NK «Osijeku»  nagrađivan od strane kluba i Udruge prvoligaša. Od 1988. godine uključuje se u rad Gradskog saveza za športsku rekreaciju, tadašnji «Partizan», i 1990. godine izabran je za predsjednika Saveza. Kada je 21. ožujka 1990. godine u Zagrebu preimenovanjem osnovan Hrvatski savez za športsku rekreaciju, Općinski savez za športsku rekreaciju «Partizan» iz Osijeka odmah je postao njegovim članom. Savez za športsku rekreaciju tijekom ratnog razdoblja nekoliko mjeseci nije imao aktivnosti no već u lipnju 2002. godine započinje s redovitim aktivnostima, kada se u športsku rekreaciju uključuje veliki broj rekreativaca. U mandatu Pravdića GSSR «Šport za sve» postao je jedan od najboljih u području športske rekreacije u Hrvatskoj, za što ima i mnoga priznanja Hrvatskog saveza športske rekreacije, pa čak i Međunarodnoga olimpijskog odbora. Povodom 50. obljetnice Saveza Pravdić je primio posebno priznanje Hrvatskog saveza športske rekreacije, kao i priznanje Gradskog saveza za športsku rekreaciju „Šport za sve“ Osijek. Na funkciji predsjednika Gradskog saveza za športsku rekreaciju «Šport za sve» Osijek nalazi se do svibnja 2012. godine. Od 1966. godine član IO Zajednice športskih udruga grada Osijeka, a od 1999. godine obnaša dužnost predsjednika Skupštine i Izvršnog odbora Zajednice, gdje istu dužnost obnaša do 2012. godine.
Pored toga član je i Izvršnog odbora tenis kluba «Osijek», a u slobodno vrijeme, kao hobi, lovac preko 35 godina i još je aktivan u lovačkom klubu «Jastreb» iz Popovca u Baranji, gdje je i potpredsjednik društva.

## Nagrade i priznanja
- Dobitnik Medalje za razvoj športske rekreacije Hrvatskog saveza športske rekreacije „Šport za sve“ za životno djelo.
- 2004.: Državna nagrada za šport "Franjo Bučar", godišnja nagrada.[4]
- 2011.: Zahvalnica Grada Osijeka za osobit doprinos razvoju sporta Grada Osijeka.[5][6]